# Хоанет, Бенито
Бенито Хоанет Хименес (16 сентября 1935 — 22 марта 2020) — испанский футболист и тренер. Играл на позиции вратаря. Он выступал в испанском высшем дивизионе с «Эспаньолом» и «Депортиво Ла-Корунья». Как тренер в высшей лиге он руководил «Эркулесом», «Кастельоном» и «Кадисом».

## Биография
Он начал заниматься футболом в клубе «Депортиво Саррия», а затем присоединился к молодёжной команде «Эспаньола». Во время своей юношеской карьеры он выиграл Юниорский турнир ФИФА 1954 со сборной Испании, а также сыграл за вторую сборную на Средиземноморских играх 1955 года. Позже он пробился в первую команду «Эспаньола», с которой дебютировал в высшем дивизионе 20 марта 1960 года в матче против «Атлетико Мадрид». Предварительно его отдавали в аренде в «Реал Сарагоса» и «Террассу». В 1965 году он перешёл в «Депортиво Ла-Корунья», где сыграл шесть сезонов. Ушёл со спорта в начале 1970-х годов.
Как тренер он начал свою карьеру в качестве помощника Арсенио Иглесиаса в «Депортиво Ла-Корунья», в то же время он занимал должность главного тренера «Депортиво Фабриль» (фарм-клуб «Депортиво»). В 1973 году он получил тренерскую лицензию. Он прибыл в «Эркулес», сначала в качестве помощника Арсенио Иглесиаса, а затем три сезона сам руководил командой в первом дивизионе. Он также тренировал «Кастельон» и «Кадис». В последнем клубе ему помогал Давид Видаль, и который позже сам возглавил клуб. Во втором дивизионе он руководил «Эспаньолом», «Тенерифе», «Мальоркой» (где ему помогал Лоренсо Серро Феррер) и «Саламанкой». Он также тренировал клуб «Антекерано» из Сегунды B. После окончания тренерской карьеры он выполнял различные задачи в структуре «Эркулеса», в том числе был техническим секретарём.
После выхода на пенсию он жил в Аликанте. В начале марта 2020 года он перенёс инсульт. Он умер в Аликанте в возрасте 84 лет 22 марта, став жертвой пандемии коронавируса в Испании.